# Épagne-Épagnette
Épagne-Épagnette är en kommun i departementet Somme i regionen Hauts-de-France i norra Frankrike. Kommunen ligger i kantonen Abbeville-Sud som tillhör arrondissementet Abbeville. År 2022 hade Épagne-Épagnette 515 invånare.

## Befolkningsutveckling
Antalet invånare i kommunen Épagne-Épagnette
| Referens: INSEE |